# Модзалевский, Всеволод Львович
Всеволод Львович Модзалевский (22 января 1879, Тифлис — 12 января 1936, Ленинград) — русский и советский морской офицер, полярный капитан, участник Цусимского сражения; один из авторов РБСП.

## Биография
Родился в семье педагога Льва Николаевича Модзалевского, воспитателя сыновей Великого Князя Михаила Николаевича. Брат пушкиноведа, академика Бориса Львовича Модзалевского.
- В 1898 году окончил Морской кадетский корпус. Мичман (15 сентября 1898 года).
- Зачислен в 6-й флотский экипаж.
- В заграничном плавании на броненосце «Император Александр II».
- Младший флаг-офицер штаба командующего Учебным отрядом Морского кадетского корпуса.
- С 13 июля 1904 года младший минный офицер эскадренного броненосца «Орёл», участвовал в Цусимском походе и сражении.

Я заглянул в боевую рубку. Из начальства находились там четверо. Из них только младший минный офицер, лейтенант Модзалевский, остался невредим, все же остальные были ранены. Лейтенант Шамшев, согнувшись, сидел на палубе и слабо стонал. Старший офицер Сидоров, изнемогая, привалил забинтованную голову к вертикальной броне рубки. Лейтенант Модзалевский и мичман Саккелари следили через прорези за «Николаем I», на корме которого, как путеводная звезда, излучался лишь один кильватерный огонь.— А. С. Новиков-Прибой. Цусима
- Находился в японском плену.
- В январе 1906 года вернулся в Россию, где в числе других офицеров сдавшихся кораблей эскадры был предан суду. Оправдан.
- Минный офицер броненосца «Андрей Первозванный»
- Командир миноносца № 130.
- Старший офицер посыльного судна «Алмаз».
- Служил на эскадренных миноносцах «Стерегущий», «Забайкалец», «Расторопный».
- Преподавал в минных офицерских классах.
- 6 декабря 1912 года произведён в капитаны 2-го ранга.
- В 1914 году командир эскадренного миноносца «Гайдамак».
- В марте 1915 года присвоены мечи к ордену св. Станислава II степени.
- В 1915 году переведен по состоянию здоровья на береговую службу.
- Начальник Северного района Службы Связи флота Балтийского моря.
- 1 октября 1918 года арестован по обвинению в фальшивомонетничестве.
- 28 ноября 1918 года освобождён за недоказанностью обвинений.
- Начальник Шлиссельбургского района Службы связи Балтийского флота.
- С 1919 по 1921 год начальник Службы связи Балтийского флота.
- Начальник штаба Балтийского флота.
- Начальник отдела связи Главного управления мореплавания.
- Осенью 1922 года уволился в запас.
- Служил в Совторгфлоте.
- В 1929 году Перешёл на работу в государственное акционерное общество «Комсеверпуть» старшим капитаном по наблюдению за постройкой речных судов и проводке их в устье Оби и Енисея.
- 5 января 1931 года арестован по обвинению в контрреволюционных связях и шпионаже.
- 26 марта 1931 года освобождён.
- В 1933 году был групповым капитаном в Ленской экспедиции, доведя суда из устья Оби в бухту Тикси.

## Сочинения
- Догадка о происхождении рода Нахимовых. М., 1915.
- Статьи В. Л. Модзалевского в Викитеке.